# Bộ Hoàng (黃)
Bộ Hoàng, bộ thứ 201 có nghĩa là "vàng" là 1 trong 4 bộ có 12 nét trong số 214 bộ thủ Khang Hy.
Trong Từ điển Khang Hy có 42 chữ (trong số hơn 40.000) được tìm thấy chứa bộ này.

## Tự hình Bộ Hoàng (黃)

Giáp cốt văn
Kim văn
Đại triện
Tiểu triện

## Chữ thuộc Bộ Hoàng (黃)
| Số nét bổ sung | Chữ                 |
| -------------- | ------------------- |
| 0              | 黃/hoàng/ 黄/hoàng/ |
| 4              | 黅/câm/ 黆/quang/   |
| 5              | 黇/chiêm/ 黈 黉     |
| 6              | 黊 黋/hoàng/        |
| 13             | 黌/huỳnh/           |